# 堀江徹
堀江 徹（ほりえ てつ、1964年（昭和39年）11月18日 - ）は、早稲田大学大学院経営管理研究科（早稲田大学ビジネススクール）教授。株式会社堀江コンサルティング取締役。エグゼクティブ・コーチ、日本企業、及び日本人ビジネスマンのグローバル化を組織・人事の側面からサポートするコンサルティング業務に従事。

## 経歴
大阪府大阪市生まれ。大阪星光学院高等学校、早稲田大学商学部、シンガポール南洋理工大学（NTU）MBA卒業。早稲田大学時代に広告PRの権威小林太三郎に師事。企業広告部門に多数のOBを輩出した早稲田大学のゼミで1986年に広告に関する学生論文電通賞受賞。早稲田英語会(ESS)に所属し、1984年には4名の代表に選抜されハワイ大学とのディベート・スピーチ活動に参加。1983年～1987年に東京都及び福岡教育大学主催の英語弁論大会で数々の賞を受賞。
住友商事、マーサー、コーンフェリー、エーオンヒューイット、EY（アーンスト・アンド・ヤング） を経て現職。住友商事では財務担当としてロンドン、上海などに駐在し、外国為替、調達運用、プロジェクトファイナンス、政府金融などの商社金融業務に従事。その後、人事担当としてグローバル人事プロジェクトをリード。2000年同社を離職し経営コンサルタントに転身。マーサーでは在中国日本企業部ヘッド、マーサータイランド社長、リーダーシップ開発、組織風土改革、人材育成、人事制度構築等、幅広いコンサルティングに従事する。コンピテンシーを用いた選抜・育成、職務評価手法「ヘイ・システム」、フォーチュン1000社の選考などで知られる世界最大級のコンサルティング会社ヘイ・コンサルティンググループ（現コーンフェリー）では世界各国に日本人コンサルタントを置き日本デスクのグローバルダイレクターを務めた。
リスクマネジメント、保険、再保険ブローカー、人事および経営のコンサルティング、特殊な保険のアンダーライティング分野のリーディングカンパニーであるエーオン傘下の人事経営コンサルティング会社、エーオンヒューイットでは日本法人代表取締役。EYではヒューマンキャピタル部門統括パートナー（共同出資人）兼人事本部長。早稲田大学ビジネススクールでは、2020年から非常勤講師として、人材・組織、グローバルリーダーシップなどを教える。同年、ティーチングアワード受賞。2024年4月から教授として、早稲田大学とNTUのダブルディグリーMBAプログラム向け授業・ゼミも担当する。
労務学会、組織学会、人材育成学会所属。
HOGANアセスメント認定アセッサー。
早稲田大学トランスナショナルHRM(Human Resource Management)研究所所長兼招聘研究員。亜細亜大学アジア研究所研究員。
日本で使われなくなった中古車いすを無償で発展途上国に寄贈する団体NPO法人希望の車いす理事。
叔父である堀江正彦は外務省勤務、現地球環境問題担当大使、前マレーシア大使、元カタール大使、ケニア公司、デンマーク公司、フランス公使、国連勤務。明治大学特任教授。叔父宮後浩はデザイン手法建築パースの権威。株式会社コラムデザインスクール代表取締役。芸術学博士。2011年瑞宝単光章受賞。近畿大学などで講師を務める。
2017年12月22日明治記念館にて株式会社堀江コンサルティング設立1周年感謝パーティー及び出版記念講演会を行う。

## 人物
人事という切り口で日本企業のグローバル化をサポートしており、住友商事の上海駐在後、コンサルティング業界へ。
規模や業種を問わず、外資系企業、地場企業、そして多くの日本企業に対して、幅広い分野のプロジェクトをリードしており、人事制度構築、リーダーシップコンピテンシーモデル構築、リーダー選抜・育成、赴任前研修、赴任後コーチング、従業員のエンゲージメント、企業理念の世界浸透といった日本企業のグローバル化を組織人事の側面からサポートするプロジェクトを担当。
中国、シンガポール、タイ、イギリスに在住経験を持ち、英語、中国語、タイ語でのファシリテーションを行うグローバルコンサルタント。特に上海には3度合計11年勤務。
パワーリフティング現役日本チャンピオンである阿久津貴史トレーナーの理念、メンタル思考に師事し、フィットネスクラブで定期的なパーソナルトレーニングを行っている。2013年2月24日第8回ウェストトーキョーパワーリフティング選手権105キロ級優勝、2015年2月1日第10回ウェストトーキョーパワーリフティング選手権93キロ級第2位（ベンチプレス東京新記録）、2021年10月24日第18回東京都秋季総合ベンチプレス選手権大会M2 93キロ級第3位。2022年10月30日第19回東京都秋季総合ベンチプレス選手権大会M2 93キロ級準優勝。
18歳まで14年間オルガンを学んでおり、ハモンドオルガン6級(エレクトーン)講師資格を保有。ヤマハ音楽教室目黒センターにてコンサート演奏経験有り。1983年にはフュージョンバンドParking Lot名義にてLPアルバムを発売。2016年より音楽活動を再開。ハモンドオルガン、パイプオルガン奏者山口綾規に師事し、10月15日赤坂Bflatでのコンサートに出演。
一般財団法人生涯学習開発財団認定コーチの資格保有。

## 宗教観
大阪星光学院高等学校、早稲田大学時代には、アメリカベースのクリスチャン学生団体キャンパスクルセードの日本学生代表を務める。ビジネスマンへのキリスト教伝道師を目指す日本のキリスト教プロテスタント界を代表し2013年8月に2度、聖書キリスト教会で礼拝メッセージを行う。海外駐在時、英国All Souls Church、中国Shanghai Community Fellowship及び日本の礼拝でピアノやオルガンの奏楽経験有り。現在米国神学校Rockbridge Seminaryの修士課程Master of Ministry Leadership在学中。

## 講演
- 2003.08.20 住友銀行蘇州支店「戦略的人材マネジメントセミナー」＠蘇州
- 2004.04.15 三菱東京UFJ銀行無錫支店「中国で勝つ！ための人材マネジメント」＠無錫
- 2004.04〜12 三菱東京UFJ銀行「中国で勝つ！ための人材マネジメント」＠名古屋、大阪、京都、東京
- 2004.05.19 三菱東京UFJ銀行天津支店「中国で勝つ！ための人材マネジメント」＠天津
- 2004.09.25 ビジネスコンサルティング「中国赴任前実践トレーニング」＠東京
- 2004.10.19 高井伸夫法律事務所「中国における戦略的人材マネジメント」＠東京
- 2004.10.28 三菱東京UFJ銀行大連支店「中国管理者セミナー　中国で勝つ！ための人材マネジメント」＠大連
- 2004.12.13 「中国で勝つ！ための人材マネジメント」＠大阪・京都・東京
- 2005.02.04 盤泉会（住友のグループ会）「中国の現状と戦略的人材マネジメント」＠タイ
- 2005.03.20 Oracle「Helping organizations manage their Human Capita for better business performance」＠タイ
- 2005.04.20 三栄会（三井のグループ会）「タイにおける人材マネジメント」＠タイ
- 2005.05.11 在タイRansit工業団地「管理職の仕事をする管理職に育成するためには」＠タイ
- 2005.06.01 Asia Business Forum「Using Career Advancement as Key Retention Tool」＠タイ
- 2005.08.09 在タイ日本商工会議所「タイにおける欧米企業と日本企業の賃金比較　簡単な報酬制度の構築方法」＠タイ
- 2005.08.19 在タイRojana工業団地「タイにおける人材マネジメントリスクと人材マネジメント改革」＠タイ
- 2005.10.12 在タイPRsMA(Pharmaceutical Research and Manufacturers Association) 「HR Trend in Thailand」＠タイ
- 2005.11.17 在タイ日本商工会議所　流通小売部会「タイの報酬動向」＠タイ
- 2009.10.05 企業研究会「中国・ASEAN諸国における効果的人材マネジメント　実践編　現地化促進に向けたローカルスタッフの活用とグローバル人材育成」＠東京
- 2009.10.19 三菱東京UFJ銀行「グローバルビジネス戦略を実現する組織・人事戦略」＠東京
- 2010.03.08 みずほ銀行　国際人事労務セミナー「アジア現地法人における現地スタッフのリテンション対策と人材活用」＠東京
- 2010.06.09 ビジネスフォーラム　リーダーシップストラテジー　リーダーシップ開発からの組織力の最大化「グローバルリーダー選抜・育成のロードマップ」＠東京
- 2010.06.16 みずほ銀行　国際人事労務セミナー「アジア現地法人における現地スタッフのリテンション対策と人材活用」＠大阪
- 2010.08.25 JSHRM（日本人材マネジメント協会）10周年記念カンファレンス「アジアから見た日本のHRMの課題」＠東京
- 2010.09.29 企業研究会「中国・ASEAN諸国における効果的人材マネジメント　実践編　現地化促進に向けたローカルスタッフの活用とグローバル人材育成」＠東京
- 2011.02.01 大阪商工会議所「基礎からわかる海外での人事・労務管理」＠大阪
- 2011.07.29 グロービッシュ「日本人のグローバル人材化に欠かせないグロービッシュ」＠東京
- 2011.08.23 みずほ銀行セミナー「ビジネスのグローバル化に求められる人事の役割」＠大阪
- 2011.10.20 早稲田大学トランスナショナルHRM研究会「中国現地スタッフ　心の声の経営への活かし方」＠東京
- 2012.03.07 ヒューマンリソシア「中国進出企業のための人材マネジメントセミナー」＠東京
- 2012.09.26 企業研究会　中国事業支援のためのガバナンス＆人財資本強化研究会「中国における人事制度構築及び運用強化策　最新人財マネジメント成功の秘訣」中・韓・欧米　在中国企業のベンチマーク＠東京
- 2013.07.26 早稲田大学トランスナショナルHRM研究会「グローバルマインドと人材の国際間異動」＠東京
- 2013.11.25 大阪商工会議所「海外における人材マネジメントと日本人海外赴任者の個人所得税」＠大阪
- 2014.09.18 JOI海外投融資情報財団「GEO国際間異動人材管理組織の仕組み」 ＠東京
- 2014.11.15、2014.12.06 サイコム・ブレインズ「次世代戦略人事リーダー育成講座」講師　＠東京
- 2014.12.11 株式会社DISCO主催「グローバルマネージャーの育成とミッション達成の秘訣」＠東京[20]
- 2015.08.18 租税研究会「新興国における税務人材の現状と課税問題への対応に関する調査」
- 2015.10.06 企業研究会「グローバルタレントモビリティ」＠東京
- 2016.11.17 Business Spiral International「海外における人材マネジメント」＠大阪
- 2017.01.23-24 企業研究会「海外拠点における経営幹部の育成」
- 2017.03.07 株式会社インヴィニオ主催「アジア各国の業界リーダーが語る日本企業グローバル化の盲点」＠東京[21]
- 2018.01.19 早稲田大学トランスナショナルHRM研究所「Practical Global Management　～featuring typical challenges～」（英語講義＠東京）
- 2018.01.24 Global Education and Training Consulting主催「海外における有効なマネジメントの鍵」＠大阪
- 2018.01.26 早稲田大学トランスナショナルHRM研究所「海外駐在の極意～日本人はグローバル人材になれるのか！？～」＠東京
- 2018.02.22 Global Education and Training Consulting主催「海外における有効なマネジメントの鍵」＠東京[22]
- 2018.03.17 Global Education and Training Consulting主催「海外で有効なマネジメントとは」＠東京
- 2018.05.29 ALEXYS「海外駐在の極意～マネジメントに必要なポイントを実務的視点から～」＠東京[23]
- 2018.06.27 上海FESCO日系企業クラブ和僑会「海外駐在の極意～優秀な中国人をひきつけ、動機づけるためには～」＠上海
- 2018.09.27 Global Education and Training Consulting主催「Global Management & Leadership」＠大阪
- 2019.03.16 Global Education and Training Consulting主催「外国人に有効なリーダーシップ・マネジメント」＠東京
- 2019.05.22 Global Education and Training Consulting主催「グローバル経営を支える優秀な海外ローカル人財を辞めさせない5つの鍵」＠東京
- 2019.06.12 上海FESCO日経企業クラブ和僑会「中国駐在の極意」＠上海
- 2019.09.18 Global Education and Training Consulting主催「Global Leadership & Management」＠大阪
- 2020.02.19 Global Education and Training Consulting主催「Global Leadership and Management」＠東京
- 2020.06.11 Global Education and Training Consulting主催「駐在員の役割とグローバル人事」＠オンライン
- 2021.5.18 日本の人事部HRカンファレンス「ほんもののジョブ型と役割の概念〜グローバルリーダー育成の鍵〜」[24]
- 2022.08.30 Global Education and Training Consulting主催「海外赴任前研修～再考！着任前に絶対に押さえておくべきポイントとは？～」＠オンライン
- 2023.02.24 早稲田大学トランスナショナルHRM研究所「日本企業は海外でどう見られているか～日本企業への提言～」＠東京
- 2023.03.18 組織学会「アジアにおける日本企業の人気と日本企業の課題〜日本企業への提言～」＠東京
- 2023.07.05 一般社団法人日本在外企業協会「国際競争に勝つために、今改めて求められるグローバル人事戦略〜「日本企業がアジアでどう見られているか」の調査結果定点観測を基に～」＠東京
- 2023年12月10日 人材育成学会第21回年次大会「国際競争に勝つために、今改めて求められるグローバル人事戦略～「日本企業がアジアでどう見られているか」の調査結果定点観察を基に～」

## 教育
早稲田大学ビジネススクールにて
- 2008.02.08「Japanese Companies and Japanese People in Global Market」
- 2008.08.05「海外における日本企業の課題とその対応」
- 2009.02.20「Japanese Companies and Japanese People in Global Market」
- 2010.08.05「Japanese Companies and Japanese People in Global Market」
- 2013.06.25「Global Leadership」
- 2014.01.30「Corporate WAY / DNA」
- 2015.06.09「Global Talent Mobility ~GEO(Global Employment Organization~」
- 2018.01.25「Management of People and Organization」
- 2023.05.10 Next Leader Program「変革の時代のトランスナショナルリーダーシップ」
- 2022.10.29 Essence 2022-2023「変革の時代のトランスナショナルリーダー」

慶応義塾大学GIC=Global Interdisciplinary Coursesにて
- 2018.05.29「Career and Life work」英語講義＠日吉キャンパス
- 2018.10.23「Career and Life work」英語講義＠日吉キャンパス
- 2019.07.09「Career and Global Leadership」英語講義＠日吉キャンパス
- 2019.11.12「Career and Global Leadership」英語講義＠日吉キャンパス
- 2020.11.17「Career and Global Leadership」英語講義＠オンライン
- 2021.10.12「Career and Global Leadership」英語講義＠オンライン
- 2022.12.20「Career and Global Leadership」英語講義＠オンライン
- 2023.10.31「Beyond Borders: Building Your Career In a Globalized World」

明治大学にて
- 2015.06.04「アジアにおける人材マネジメント」
- 2016.07.14「アジアにおける人材マネジメント」
- 2017.06.29「アジアにおける人材マネジメント」
- 2018.07.03「アジアにおける人材マネジメント」
- 2019.07.02「アジアにおける人材マネジメント」

経済産業省　グローバル人材育成インターンシップ派遣事業（英語講義）
- 2012.08.02、2012.08.23　海外ビジネス概論　海外人事マネジメント入門
- 2012.08.09、2012.08.30　違いを活かす多文化リーダーシップ

文部科学省　専門職大学院等における高度専門職人材養成教育プログラム（産学人材育成パートナーシッププログラム枠）
- 2009.03.07「日本人海外派遣者の育成と課題　グローバルマーケットにおける日本企業の現状と課題」英語講義＠東京

早稲田大学トランスナショナルＨＲＭ研究所（英語講義）
- 2014.01.18「HRM/HRD to lead your global business to success」
- 2015.02.14「Global HR Strategy to lead your Global Business to succeed」[26]
- 2016.02.06「Global HR Strategy to lead your Global Business to succeed」
- 2017.02.04「Global Talent Management and Global HR Strategy to make your Global Business succeed」
- 2018.01.20「Global Management and Global HR Strategy」
- 2019.01.19「Practical Global Management 〜featuring typical challenges〜」

早稲田大学政治経済学部
- 2007.12.03「社会の観点から　グローバルリーダーの育成」

中央大学ビジネススクール「人的資源管理事例研究」
- 2011.12.18「第４講人材マネジメントの今日的課題」

ビジネスブレークスルー大学
- 2020.12.09「Global Communication」[27]
- 2021.03.03「Global Communication」

かめのり財団法人カレッジ（英語講義）
- 2019.02.24「Japan from Asian perspective」
- 2020.03.02「Working overseas」
- 2022.03.13「Career and Life work」
- 2022.09.01「How to become a global leader in your career」
- 2023.08.31「How to become a global leader to drive change」

大阪星光学院
- 2018.06.02 ほしぜみ土曜講座「グローバル人材になるためには」

## ラジオ
- シンガポール日本語放送　レギュラー出演

## 連載
- 2014.03.04 日刊工業新聞「Business in Asia 人材戦略で差をつける 1」「アジアにおける人材マネジメント」
- 2014.03.04 日刊工業新聞「Business in Asia 人材戦略で差をつける 2」「企業ブランド」
- 2014.03.04 日刊工業新聞「Business in Asia 人材戦略で差をつける 3」「日本的経営システム」
- 2014.03.04 日刊工業新聞「Business in Asia 人材戦略で差をつける 4」「インドネシア投資活発化」
- 2014.03.04 日刊工業新聞「Business in Asia 人材戦略で差をつける 5」「シンガポール対タイ」
- 2014.03.04 日刊工業新聞「Business in Asia 人材戦略で差をつける 6」「インド、労務問題深刻化」
- 2014.03.04 日刊工業新聞「Business in Asia 人材戦略で差をつける 7」「人事担当者に現地人材登用を」
- 2014.03.04 日刊工業新聞「Business in Asia 人材戦略で差をつける 8」「日本企業にポジティブ 70%超」
- 2015.03.03 日経産業新聞「新興国ABC 1」「三国間異動者の育成・管理　～リーダー、早期に選抜～」
- 2015.03.17 日経産業新聞「新興国ABC 2」「ASEANでの市場開拓　～人材育成プラン明確に～」
- 2015.04.15 日経産業新聞「新興国ABC 3」「アジア各国・地域の給与　～公平性・競争力で注意～」
- 2015.04.27 日経産業新聞「新興国ABC 4」「魅力ある報酬は様々　～中国、昇進・昇格に関心～」
- 2015.12.29 日刊工業新聞「動き出すASEAN経済共同体 5」「地域内人材異動と地域主導人事機能強化」

## 関連書籍
- NNAにて人材マネジメントについて2001年から006年まで毎週連載寄稿
- 上海ビジネス「中国IT技術者の価値」2001.01
- 人材教育 「HRMで差がつく中国ビジネス」コンサルティングの現場から提示するベストプラクティスを達成する12のポイント 2003.06.01
- WALKER CHINA 「ダイバーシティ・コミュニケーション・モデル」2004.03.01
- 在上海日本商工会議所会報　創刊号「中国で勝つための人材戦略」2004年秋
- プレジデント「世界の働きたい企業ランキング」日本勢はなぜ不人気なのか 2007.03.05
- China Whenever上海ウォーカー 「強い組織を基盤に国際競争を勝ち抜け！」 2007.06
- 早稲田大学トランスナショナルHRM研究所 会報第4号「グローバル・マインドセットの育み方」2013.07
- JOI 海外投融資情報財団「GEO国際間異動人材管理組織の仕組み」2014.9
- 早稲田大学出版部「グローバルマネジャーの育成と評価」　2014.09 共著
- 公益社団法人日本租税研究協会「新興国における税務人材の現状と課税事案への対応」2015.11
- 幻冬舎メディアコンサルティング　「海外駐在の極意」　2017.12[28] - ISBN 9784344914872
- 月刊人事マネジメント「海外人事マネジメント グローバル時代の組織を成功に導く7つの鍵」7回連載 2019.07～12
- 日本僑報社　「中国で叶えた幸せ」　2019.11
- 亜細亜大学アジア研究所　「高等教育におけるグローバル人材の国際比較と21世紀型コンピテンシー」寄稿「日本企業におけるグローバルリーダーシップ開発」2020.3
- 日本在外企業協会 月刊グローバル経営「特集 経営のグローバル化に挑む『行けば何とかなる』は終わった」2021.03
- NEW NORMAL「早稲田大学MBAの教授陣が考えたビジネスの新常識」2021.12 - ISBN 978-4046053022
- 早稲田大学トランスナショナルHRM研究所 会報第14号「日本企業はアジアでどう見られているか〜日本企業への提言〜」2023.02